# Hugo Godron
Hugo Godron   (22 de novembre de 1900 - 6 de desembre de 1971) va ser un compositor, violinista i director musical neerlandès.

## Biografia
És fill del sintonitzador de piano Frederik Hendrik Godron i de Hanne Marie Windemann. Hugo Godron es va casar amb Dina Maria Dierx (1905-1995). Va ser enterrat al cementiri general de Zoelmond.
Godron va estudiar violí a l'Escola de Música d'Art d'Espectacle a Bussum. Més tard també va rebre lliçons d'Oskar Back i va estar a l'escenari com a violinista des dels 18 anys. El 1921 va començar a estudiar composició al "Sem Dresden". El 1927 va ser nomenat professor de violí a l'escola de música del "toonkusnt Bussum".In aquest mateix any les seves peces Cinq abocar violon et piano van aparèixer en el Llibre i Comerç de Música de Seyffaerdt; Oscar Back hi va escriure un pròleg. Es va convertir en reporter musical del "Gooi- en Eemlander" i es va asseure a la junta de l'associació d'artistes de l'espectacle "Naarden-Bussum". El 1930 va ser nomenat professor de composició a "l'Utrecht Music Lyceum". Més tard, es va fer una cita per part d'un professor de composició i teoria de l'harmonia al liceum musical de Hilversum. Entre els seus alumnes va tenir a Dick Kattenburg o Jack Bulterman entre d'altres. De 1939 a 1963 va ser director musical de ràdio, inicialment al VARA i més tard a la Dutch Radio Union. El 1970, l'Avro, en col·laboració amb Donemus, va organitzar un altre concert a la "Rosa Spierhuis" amb motiu del 70è aniversari de Grodon.

## Composicions
Godron va escriure molta música de cambra i algunes obres per a orquestra simfònica. En fer-ho, va ser influenciat en part per les impressions que havia guanyat al Brasil (després va tocar a la capella d'un vaixell) i París,on va conèixer Maurice Ravel i Darius Milhaud. En col·laboració amb l'alfabetitzador Max Teipe va escriure dues obres radiofòniques: Sleeping Beauty i Ventafocs. Per a piano va escriure entre altres coses tres nocturnes i 24 chansonettes. El seu estil s'ha de buscar més en el neoclassicisme que en la "caphony" de la mort que ha estat en la fabricació durant la seva vida. El 1949 Godron va rebre un Premi governamental per la seva Suite de Concerts per a piano i orquestra de corda. La sonatina de Godron per a 2 violins i piano li va valer el premi "Visser Neerlandia" el 1958.